# Font de Borrell
La Font de Borrell és una font del municipi de Tremp, del Pallars Jussà, al terme de Fígols de Tremp, en territori del poble de Puigverd. És a 673 msnm, a llevant de Puigverd i de la Casa Blanca, i a ponent del Serrat de Cabicerans.